# Grand Prix moto d'Indonésie
Le Grand Prix moto d'Indonésie est une épreuve de compétition de vitesse moto organisée par la FIM ayant fait partie du championnat du monde de vitesse moto courue en 1996 et 1997 et de retour dans le calendrier des épreuves en 2022.

## Historique
Les deux premières éditions de l’épreuve ont lieu en 1996 et 1997 sur le circuit international de Sentul situé près de Jakarta. Le Grand Prix a néanmoins été abandonné à la suite de la crise asiatique de 1997 et du revers de fortune de son promoteur.
Plusieurs projets ont ensuite été à l'étude, notamment avec la création d'un nouveau circuit à Bali ou à Sumatra en passant par une rénovation de la piste de Sentul, mais ont avorté en raison d'investisseurs insuffisamment solides.
Le 23 février 2019, il est annoncé que le circuit de Mandalika serait l’hôte du retour du Grand Prix moto d'Indonésie en 2021, dans un contexte où l'Indonésie est un marché phare pour les constructeurs moto, et de nombreuses épreuves se tiennent déjà dans le pays, ce qui rend la destination attractive. Le promoteur du MotoG Carmelo Ezpeleta déclare ainsi que « l'Indonésie est l'un des pays les plus importants pour le MotoGP ». Après des retards consécutifs notamment à la pandémie de Covid-19, le tracé accueille finalement la 2e édition de l’épreuve en 2022.

## Palmarès du Grand Prix moto d'Indonésie
| Saison | Circuit   | Moto3                     | Moto2                   | MotoGP                     | Résultats |
| ------ | --------- | ------------------------- | ----------------------- | -------------------------- | --------- |
| 2024   | Mandalika | David Alonso (CFMoto)     | Arón Canet (Kalex)      | Jorge Martín (Ducati)      | Résultats |
| 2023   | Mandalika | Diogo Moreira (KTM)       | Pedro Acosta (Kalex)    | Francesco Bagnaia (Ducati) | Résultats |
| 2022   | Mandalika | Dennis Foggia (Honda)     | Somkiat Chantra (Kalex) | Miguel Oliveira (KTM)      | Résultats |
| Saison | Circuit   | 125 cm3                   | 250 cm3                 | 500 cm3                    | Résultats |
| 1997   | Sentul    | Valentino Rossi (Aprilia) | Max Biaggi (Honda)      | Tadayuki Okada (Honda)     | Résultats |
| 1996   | Sentul    | Masaki Tokudome (Aprilia) | Tetsuya Harada (Yamaha) | Michael Doohan (Honda)     | Résultats |